# Neodexiopsis vittiventris
Neodexiopsis vittiventris är en tvåvingeart som först beskrevs av Albuquerque 1955.  Neodexiopsis vittiventris ingår i släktet Neodexiopsis och familjen husflugor. Inga underarter finns listade i Catalogue of Life.